# Gereon Wolters (Jurist)
Gereon Wolters (* 1. Februar 1966 in Münster) ist ein deutscher Jurist, Hochschullehrer an der Ruhr-Universität Bochum und stellvertretendes Mitglied des Verfassungsgerichtshofs für das Land Nordrhein-Westfalen.

## Leben
Wolters leistete nach dem Abitur seinen Zivildienst ab und studierte ein Semester Medizin. Ab dem Sommersemester 1988 studierte er Rechtswissenschaften an der Freien Universität Berlin, später an der Universität Kiel, wo er 1992 sein Erstes Juristisches Staatsexamen ablegte. 1994 promovierte er in Kiel bei Eckhard Horn. Im selben Jahr begann er sein Referendariat am Schleswig-Holsteinischen Oberlandesgericht in Schleswig, das er 1996 mit dem Zweiten Staatsexamen am Hanseatischen Oberlandesgericht in Hamburg beendete. 2001 schloss Wolters bei Horn in Kiel seine Habilitation ab und erhielt die venia legendi für die Fächer Strafrecht, Sanktionenrecht und Strafprozessrecht.
Im Sommersemester 2002 vertrat Wolters einen Lehrstuhl an der Universität Augsburg, im folgenden Wintersemester einen Lehrstuhl an der Universität Bochum. Seit Dezember 2005 hat Wolters den Lehrstuhl für Strafrecht und Strafprozessrecht, Wirtschaftsstrafrecht und internationales Strafrecht an der Universität Bochum inne. Rufe an die Universitäten Augsburg und Osnabrück lehnte er ab. Von 2007 bis 2010 war Wolters zudem Richter im zweiten Hauptamt am Oberlandesgericht Düsseldorf. Von 2012 bis 2014 war er zudem Dekan der rechtswissenschaftlichen Fakultät der Universität Bochum und von 2014 bis 2017 Vorsitzender des akademischen Senats. Seit 2018 ist Wolters stellvertretendes Mitglied des Verfassungsgerichtshofs für das Land Nordrhein-Westfalen.
Wolters ist verheiratet und Vater von vier Söhnen. Er lehrt und forscht neben dem allgemeinen und besonderen Teil des Strafgesetzbuchs vor allem zum Sanktionenrecht und dem Wirtschaftsstrafrecht.
Wolters ist seit 1988 Mitglied der SPD. Für die Bundestagswahl 2017 wurde er im Wahlkreis Essen III als Direktkandidat nominiert, nachdem Petra Hinz auf Grund der Affäre um ihr erfundenes juristisches Staatsexamen nicht mehr antrat. Er erreichte bei der Bundestagswahl am 24. September 2017 ein Ergebnis von 30,8 % der Erststimmen und unterlag damit seinem Kontrahenten Matthias Hauer von der CDU (37,1 %).
Auch für die Bundestagswahl 2021 wurde er als Direktkandidat im Wahlkreis Essen III nominiert und unterlag abermals Matthias Hauer, allerdings mit nur noch 1023 Stimmen Rückstand.

## Veröffentlichungen (Auswahl)
- Die Neufassung der strafrechtlichen Verfallsvorschrift: Überlegungen zu den Voraussetzungen der Verfallsanordnung und zum Verfallsgegenstand unter besonderer Berücksichtigung des Umweltstrafrechts. Nomos, Baden-Baden 1995, ISBN 3-7890-3829-6. (Dissertation)
- Das Unternehmensdelikt. Nomos, Baden-Baden 2001, ISBN 3-7890-7601-5. (Habilitationsschrift)
- Fälle mit Lösungen für Fortgeschrittene im Strafrecht. 2. Auflage. Vahlen, München 2002, ISBN 978-3-8006-4137-6.
- Gereon Wolters & Michael Gubitz: Strafrecht im Assessorexamen. 9. Auflage. C.H. Beck, München 2021, ISBN 978-3-406-76557-5.
- Wolter (Hrsg.): Systematischer Kommentar zum Strafgesetzbuch (§§ 46-51, 111-121, 171-184g, 220a-241a, 306-323b, 340-347 StGB). 9. Auflage. Carl Heymanns, 2017, ISBN 978-3-452-28307-8.